# 6 kwietnia (mormonizm)

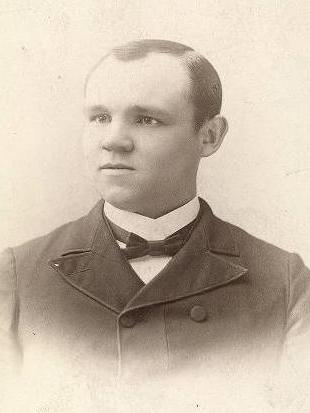
James E. Talmage, członek Kworum Dwunastu Apostołów Kościoła Jezusa Chrystusa Świętych w Dniach Ostatnich w latach 1911–1933. Częste pośród świętych w dniach ostatnich przekonanie o tym, że Jezus Chrystus przyszedł na świat 6 kwietnia, można wywieść z jego opublikowanej w 1915 książki Jesus the Christ.

6 kwietnia – data dzienna formalnego zorganizowania Kościoła Jezusa Chrystusa Świętych w Dniach Ostatnich w 1830. Osadzona w mormońskich pismach świętych, miała być wybrana z Bożego upoważnienia. Odgrywa istotną rolę w teologii i tradycji Kościoła, którego datę założenia upamiętnia, również jako proponowana data dzienna narodzin Jezusa Chrystusa. Jako integralna część mormońskiej historii ma symboliczne znaczenie także dla innych wyznań zaliczanych do ruchu świętych w dniach ostatnich.

## W Kościele Jezusa Chrystusa Świętych w Dniach Ostatnich
Zgodnie z mormońskimi wierzeniami Joseph Smith, pierwszy prezydent Kościoła oraz twórca ruchu świętych w dniach ostatnich, ponownie ustanowił Kościół Chrystusa na ziemi w tym właśnie dniu na mocy niebiańskiego upoważnienia. Kościół upamiętnia tę datę przy okazji pierwszej z dwóch konferencji generalnych przypadających na każdy rok kalendarzowy. Odbywa się ona zazwyczaj w dniach zbliżonych do 6 kwietnia.
Znaczenie tej daty dla świętych w dniach ostatnich wynika wszakże również i z innych czynników. Częste w tradycji chrześcijańskiej spory dotyczące rzeczywistej daty dziennej narodzin Jezusa Chrystusa odbiły się niewielkim i w zasadzie nieznaczącym echem w mormońskiej myśli. Jednakże niektórzy prezydenci Kościoła, włączając w to Harolda B. Lee oraz Spencera W. Kimballa, potwierdzali, że 6 kwietnia jest rzeczywistą datą przyjścia Chrystusa na świat. Zachęcali przy tym jednak, by wierni nadal obchodzili Boże Narodzenie w okresie pokrywającym się z resztą chrześcijaństwa. Inni, w tym Gordon B. Hinckley, wypowiadali się na ten temat z aprobatą, niemniej jednak oględnie i bez szczegółowych wyjaśnień. Pogląd o 6 kwietnia jako dacie narodzin Jezusa, przynajmniej w tej właśnie denominacji mormońskiej, można wywieść z książki członka Kworum Dwunastu Apostołów Jamesa E. Talmage’a Jesus the Christ z 1915.
Jednocześnie Kościół Jezusa Chrystusa Świętych w Dniach Ostatnich nie ma oficjalnego stanowiska odnośnie do daty rocznej narodzin Chrystusa. Bruce R. McConkie, inny członek Kworum Dwunastu Apostołów oraz specjalista w zakresie mormońskiej doktryny, wyraził opinię władz kościelnych w tej kwestii w sposób prawdopodobnie najbardziej wyrazisty. Stwierdził mianowicie: nie wierzymy, by przy obecnym stanie naszej wiedzy, włączając w to zarówno kościelne, jak i pozakościelne źródła informacji, można było ostatecznie określić, kiedy dzień narodzin Jezusa rzeczywiście nastąpił.
Zapis zawarty w wersecie pierwszym dwudziestego rozdziału Nauk i Przymierzy wiąże wedle niektórych datę narodzin Chrystusa oraz datę roczną zorganizowania Kościoła. Pogląd ten jednak pozostaje kontrowersyjny i bywa przedmiotem sporów wśród mormońskich teologów. Osadzenie tej nauki w podstawowym mormońskim kanonie jest zatem w pewnym stopniu niejasne. Niejednoznaczność tę, charakterystyczną dla mormońskiej myśli w ogóle, szczególnie łatwo można dostrzec w perspektywie historycznej. Joseph Smith bowiem świętował Boże Narodzenie 25 grudnia. Jego następcy, Brigham Young, John Taylor, Wilford Woodruff i Lorenzo Snow, nie wypowiadali się na ten temat. Wpływowy wczesny przywódca kościelny i ceniony teolog Orson Pratt twierdził, że Chrystus przyszedł na świat 11 kwietnia. Opierał się przy tym na Księdze Mormona. Jego pogląd nie zyskał wszelako szerokiego poparcia i ostatecznie popadł w zapomnienie. Jakkolwiek przekonanie o tym, że Chrystus przyszedł na świat w kwietniu, silnie utkwiło w zbiorowej świadomości świętych w dniach ostatnich, znajdując nawet odzwierciedlenie w bożonarodzeniowym przesłaniu Pierwszego Prezydium z 1901, to wśród najwyższych rad kapłańskich Kościoła wciąż można było odnaleźć na ten temat rozmaite opinie. Hyrum M. Smith w swoim opublikowanym pośmiertnie A Commentary on the Doctrine and Covenants (1919) odniósł się do pomysłu łączenia daty dziennej narodzin Chrystusa z datą założenia Kościoła wysoce sceptycznie.
Jakkolwiek podstawą historycznego i teologicznego znaczenia tej daty jest jej omówiony wyżej związek z organizacją Kościoła oraz z Chrystusem, można jej przydać również dodatkowy kontekst. Symboliczny charakter tej daty widać w zasadzie w całej historii Kościoła. Wskazuje się tu kolejno na wydarzenia takie jak przetransportowanie Josepha i Hyruma Smithów z więzienia Liberty do Galiton w związku z przesłuchaniem przed ławą przysięgłych w Galliton (6 kwietnia 1839), poświęcenie kamienia węgielnego pod budowę świątyni w Nauvoo (6 kwietnia 1841) czy poświęcenie kamienia węgielnego pod budowę świątyni w Salt Lake (6 kwietnia 1853). Zwyczaj umiejscawiania istotnych dla Kościoła wydarzeń w tym właśnie dniu z czasem stał się żywą częścią mormońskiej tradycji. Wspomniana już świątynia w Salt Lake poświęcona została 6 kwietnia 1893. Wcześniej, bo w 1877, poświęcono w tym dniu świątynię w St. George. Już pod koniec XX stulecia, 6 kwietnia 2000, poświęcono świątynię w nowojorskiej Palmyrze.

## W innych denominacjach ruchu świętych w dniach ostatnich
Jako integralna część historii mormonizmu data ta przewija się w różnych organizmach religijnych wywodzących swój rodowód od Josepha Smitha. Zachowuje swoje istotne znaczenie symboliczne chociażby w Społeczności Chrystusa, do 2001 znanej jako Zreorganizowany Kościół Jezusa Chrystusa Świętych w Dniach Ostatnich. Co za tym idzie, również i w tej wspólnocie religijnej przyjęło się, by istotne wydarzenia umiejscawiać w tym właśnie terminie. Joseph Smith III, najstarszy syn Josepha Smitha, został wyświęcony na prezydenta-proroka 6 kwietnia 1860 podczas konferencji w Amboy w stanie Illinois. Ceremonia przełamania gruntu pod budowę świątyni Independence w stanie Missouri odbyła się 6 kwietnia 1990. Wspomniana zmiana nazwy samej wspólnoty na Społeczność Chrystusa również weszła w życie właśnie 6 kwietnia 2001. Jedna z najmłodszych denominacji powstałych w wyniku odłączenia się od Społeczności Chrystusa, mianowicie Ostatkowy Kościół Jezusa Chrystusa Świętych w Dniach Ostatnich, również przywiązuje do tej daty duże znaczenie. Łączy ją przy tym ze wspomnianym niżej proroctwem o nadejściu silnego i potężnego. Wierzy, że przepowiednia ta spełniła się 6 kwietnia 2002, kiedy to Frederick Niels Larsen, prapraprawnuk Josepha Smitha, został wyświęcony jako prezydent Ostatkowego Kościoła.
Nawiązała do tej daty także jedna z pierwszych grup, które odłączyły się od Kościoła Jezusa Chrystusa Świętych w Dniach Ostatnich już po migracji świętych do Utah. Kościół Chrystusa Pierwocin, założony z inicjatywy Josepha Morrisa, na datę swej formalnej organizacji wybrał 6 kwietnia 1861. Israel A.J. Dennis, twórca efemerycznego Kościoła Pierwocin, wybrał właśnie 6 kwietnia, by w 1895 zawrzeć małżeństwo pluralistyczne. Był to jedyny tego typu przypadek w Utah w okresie między oficjalnym porzuceniem poligamii przez Kościół Jezusa Chrystusa Świętych w Dniach Ostatnich w 1890 a 1904, kiedy to największa denominacja mormońska wydała proklamację zrywającą z wielożeństwem w sposób ostateczny. Dennis odwoływał się w ten sposób celowo do daty dziennej stworzenia pierwotnej organizacji kościelnej przez Josepha Smitha. Wykazanie w ten sposób ciągłości instytucjonalnej sygnalizowało późniejsze pojawienie się grup fundamentalistów mormońskich.
Przywiązanie do tego konkretnego dnia występuje jednocześnie w grupach łączonych już bezpośrednio właśnie z mormońskim fundamentalizmem. Warren Jeffs, prezydent Fundamentalistycznego Kościoła Jezusa Chrystusa Świętych w Dniach Ostatnich, przewidywał chociażby, iż data ta miała być datą końca świata. Wpisała się ona w szereg niespełnionych proroctw apokaliptycznych poczynionych przez Jeffsa. Ta sama denominacja uznaje tradycyjną rolę samej daty pośród świętych w dniach ostatnich. Z kolei Prawdziwa Gałąź Kościoła Jezusa Chrystusa Świętych w Dniach Ostatnich, założona przez Geralda W. Petersona Jr., uznaje, iż właśnie w dniu jej formalnej organizacji, zatem 6 kwietnia 1978, właściwe upoważnienie kapłańskie zostało odebrane przywódcom Kościoła Jezusa Chrystusa Świętych w Dniach Ostatnich. Prawdziwa Gałąź wierzy także, iż przekazania odnośnego upoważnienia oraz związanych z nim kluczy ich własnemu kierownictwu dokonał osobiście Joseph Smith. Wspólnota dostrzega w tym wypełnienie się proroctwa zawartego w osiemdziesiątym piątym rozdziale Nauk i Przymierzy. Miało ono przepowiadać nadejście potężnego i silnego, który zaprowadzi porządek w domu Bożym. Jeszcze inną grupą odwołującą się w swej tradycji do tej daty jest Kościół Jezusa Chrystusa Uroczystego Zgromadzenia. Założony przez Alexandara Josepha, zorganizował on swą pierwszą konferencję generalną w kalifornijskim Redlands, 6 kwietnia 1973.